# Coppa Suruga Bank 2013
La Coppa Suruga Bank 2013 ha opposto i vincitori della J. League Cup a quelli della Coppa Sudamericana.
| Arbitro: | Abudul Malik Abdul Bashir |

|                      |           |                       |
| Osako 25’ 39’ 90'+2’ | Marcatori | 58’ Ganso 75’ Aloísio |

| Kashima Antlers | São Paulo |

| POR            | 21 | Hitoshi Sogahata     |     |     |
| DIF            | 22 | Daigo Nishi          |     |     |
| DIF            | 4  | Kazuya Yamamura      |     |     |
| DIF            | 5  | Takeshi Aoki         |     | 85’ |
| DIF            | 17 | Takanori Maeno       |     | 78’ |
| CEN            | 20 | Gaku Shibasaki       |     |     |
| CEN            | 40 | Mitsuo Ogasawara (c) | 56’ |     |
| CEN            | 25 | Yasushi Endō         |     | 68’ |
| CEN            | 28 | Shōma Doi            |     | 57’ |
| CEN            | 8  | Juninho              |     | 85’ |
| ATT            | 9  | Yūya Ōsako           |     |     |
| Sostituti:     |    |                      |     |     |
| POR            | 1  | Akihiro Satō         |     |     |
| DIF            | 3  | Daiki Iwamasa        | 87’ | 85’ |
| DIF            | 6  | Kōji Nakata          |     | 78’ |
| CEN            | 13 | Atsutaka Nakamura    |     | 68’ |
| CEN            | 27 | Takahide Umebachi    |     | 85’ |
| CEN            | 35 | Takuya Nozawa        |     | 57’ |
| ATT            | 19 | Yūta Toyokawa        |     |     |
| Allenatore:    |    |                      |     |     |
| Toninho Cerezo |    |                      |     |     |

| POR           | 01 | Rogério Ceni (c)  |  |     |
| DIF           | 23 | Douglas           |  |     |
| DIF           | 33 | Lucas Silva       |  | 73’ |
| DIF           | 14 | Edson Silva       |  |     |
| DIF           | 38 | Reinaldo          |  |     |
| CEN           | 5  | Wellington        |  |     |
| CEN           | 7  | Rodrigo Caio      |  |     |
| CEN           | 18 | Maicon            |  | 46’ |
| CEN           | 8  | Ganso             |  |     |
| ATT           | 11 | Ademilson         |  | 46’ |
| ATT           | 19 | Aloísio           |  |     |
| Sostituti:    |    |                   |  |     |
| POR           | 12 | Denis             |  |     |
| POR           | 30 | Renan Ribeiro     |  |     |
| DIF           | 27 | Lucas Farias      |  |     |
| CEN           | 20 | Lucas Evangelista |  | 46’ |
| CEN           | 21 | Roni              |  | 73’ |
| ATT           | 28 | João Schmidt      |  |     |
| ATT           | 22 | Silvinho          |  | 46’ |
| Allenatore:   |    |                   |  |     |
| Paulo Autuori |    |                   |  |     |

| Guardalinee: Goh Gek Pheng (Singapore) Lee Tzu Liang (Singapore) Quarto uomo: Jumpei Iida (Giappone) |

| Suruga Bank Championship Campione 2013 |
| -------------------------------------- |
| Kashima Antlers 2º Titolo              |